# Palladiumpreis
Der Palladiumpreis ist der Marktpreis für das Edelmetall Palladium, angegeben pro Feinunze in US-Dollar. Die Weltmarktpreise für Palladium werden täglich auf dem London Platinum and Palladium Market ermittelt.

## Allgemeines
Die Preisbildung ergibt sich durch Angebot und Nachfrage auf dem Teilmarkt des Palladiummarkts. Einflussgrößen beim Angebot sind die Palladiumgewinnung und Recycling, bei der Nachfrage spielen insbesondere Emotionen (etwa die Angst vor der Inflation), Ereignisse (politische Ereignisse), Erwartungen und nicht zuletzt die Spekulation eine Rolle. Vergleichbar sind Goldpreis, Silberpreis oder Platinpreis.

## Geschichte

### 19. Jahrhundert

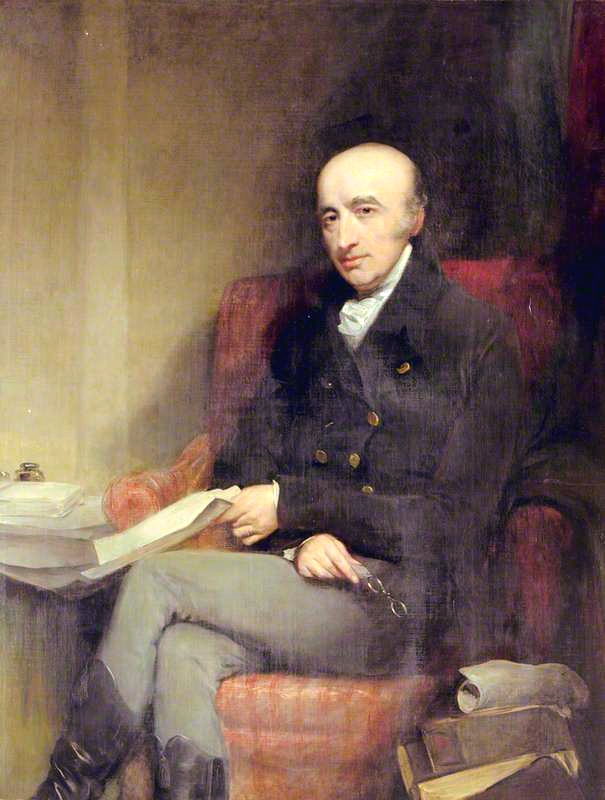
William Hyde Wollaston entdeckte 1803 zwei bis dahin unbekannte chemische Elemente, Palladium und Rhodium.

Palladium wurde 1803 von William Hyde Wollaston entdeckt. Er benannte es 1804 nach dem zwei Jahre vorher entdeckten Asteroiden Pallas. Wollaston fand das Element 46 in südamerikanischem Platinerz aufgrund zu geringer Ausbeuten an Platin aus in Königswasser aufgelösten Proben.
Das zuerst aus dem Rohplatin des Flusses Chocó im Nordwesten Kolumbiens isolierte Palladium hat seit seiner Entdeckung einen Preis. Im April 1803 wurden in London gedruckte anonyme Zettel in Umlauf gebracht, als deren Autor nachträglich William Hyde Wollaston, Sekretär der Royal Society, ermittelt worden ist. Auf den Zetteln wurde die Entdeckung des Palladiums als viertes Edelmetall bekanntgegeben, und die Leser darauf hingewiesen, dass es pro Gran zu 1 Schilling in Proben von 5 Schilling, einem halben Pfund und 1 Pfund Sterling bei dem Mineralienhändler Jacob Forster, No. 26 Gerrard Street, Soho, London, käuflich sei. Das Palladium trat so mit einem Preis von 480 Schilling je Feinunze (15,8 Goldmark je Gramm), also für den fünfeinhalbfachen Goldpreis, in die Welt.
Als silberweißes, nicht anlaufendes und wesentlich höher als Gold und Silber schmelzendes Edelmetall war es von Anfang an zur Schmuckherstellung geeignet. Es konnte seinen Preis noch steigern, da es im Rohplatin Kolumbiens und Russlands, aber auch im natürlichen Osmiridium nur in sehr geringen Mengen (meist 0,1 bis 0,7 Prozent) vorkam, die zum Teil weit unter den Mengen der anderen Platinmetalle lagen. Bis 1890 gehörte Palladium zu den teuersten Platinmetallen. Zwischen 1860 und 1865 wurde Palladium mit 56,1 Goldmark, von 1866 bis 1870 mit 50,50, von 1871 bis 1875 mit 32,80 und von 1886 bis 1890 mit 39,0 Goldmark je Gramm bewertet. Es war also Jahrzehnte hindurch 20 Mal so teuer wie Gold. Von 1893 bis 1913 hatte sich dann der Preis mit 3 bis 4 Goldmark je Gramm den inzwischen gestiegenen Preisen für Platin, Iridium und Osmiridium angeglichen.
Im Zeitraum von 1889 bis 1899 wurde der gegenüber dem Platingehalt erhebliche Palladiumgehalt der Nickel-Magnetkies-Lagerstätten im Sudbury-Becken in Kanada bekannt. Die Anodenschlämme und Rückstände dieser Erze ergaben seit 1899 mindestens ebenso viel Palladium wie Platin. Es war also bei der steigenden Förderung dieser weltweit wichtigsten Nickelerzgruben nur eine Frage der Zeit, dass sich der Palladiumpreis dem Platinpreis angleichen oder ihn unterschreiten würde.

### 20. Jahrhundert

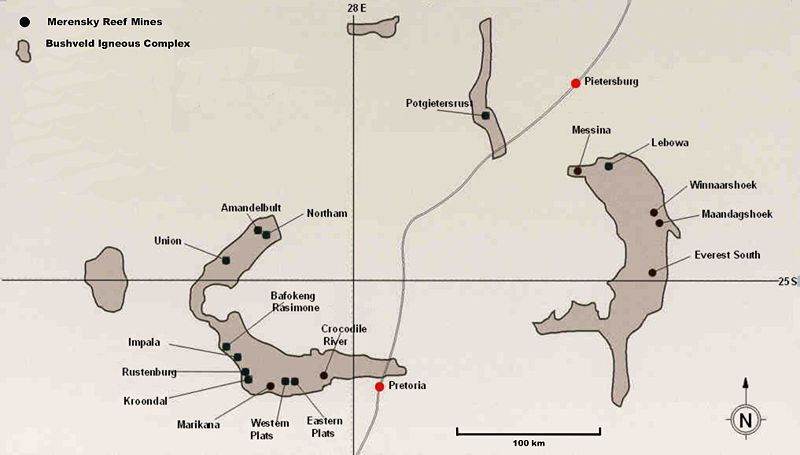
Bergwerke im Merensky Reef in Südafrika, darunter zahlreiche Platin- und Palladiumminen

Anfang 1917 war der Palladiumpreis annähernd der gleiche wie der des Platins. Als dieses Metall immer schwerer beschaffbar wurde, stieg der Palladiumpreis Mitte Juli auf 115 US-Dollar und im September auf 125 US-Dollar pro Feinunze (15,70 und 17,10 Mark pro Gramm). Ende 1917 kostete Palladium bei hoher Nachfrage 130 bis 135 US-Dollar (17,77 bis 18,45 Mark pro Gramm).
1919 unterschritt der Palladiumpreis endgültig den Platinpreis, nachdem aus den Sudbury-Erzen rund 1300 Kilogramm Palladium gefördert waren. 1923 war dann Palladium nur noch halb so teuer wie Platin. 1923 und 1924 trafen in Südafrika die Geologen Adolph Erasmus und Hans Merensky in den reichen Quarzgängen von Waterberg, in der Dunit-Röhre (Dunit-Pipe) Onverwacht bei Rustenburg und in den Sulfiderzen des Merensky Reef auf eine Palladiumführung, die der des Platins fast entsprach. Darauf sank der Preis des Palladiums bis 1937 im Jahresdurchschnitt auf die Hälfte des Platinpreises. Als sich die Abbauhoffnungen des südafrikanischen Bergbaus nicht ganz erfüllten, Palladium in steigendem Umfang als Ersatz für Platin diente und sich bewährte, stellte sich sein Preis 1938 bis 1945 auf etwa zwei Drittel des Platinpreises ein.
Während im Koreakrieg von 1950 bis 1953 Platin wieder den 2,5-fachen Goldpreis erreichte, machte Palladium diese Steigerung nicht mit, so dass es 1956 nur noch wenig mehr als ein Fünftel des Platinpreises erzielte. Das fast 100 Jahre teuerste Platinmetall war das billigste geworden, da Sudbury in Kanada als Hauptfördergebiet der Erde ebenso viel Palladium erzeugte wie Platin. Ferner erschien auch die Sowjetunion 1946 mit großen Palladiummengen auf dem Weltmarkt. Die verstärkte Erzeugung und Verwendung von Palladium ließ auch einen Altpalladiummarkt entstehen.
Nachdem Palladium anfangs meist in der Zahntechnik verwendet worden war, wurde es 1922 mit 51,3 Prozent der Gesamtverwendung als Schmuckmetall bevorzugt. Da aber der Palladiumpreis noch stärker als der Platinpreis – 1918 wurde Palladium mit dem 1,3-fachen Platinpreis, 1939 nur noch mit zwei Drittel, 1958 nur noch mit einem Viertel des Platinpreises bewertet – gefallen war, ging auch die Verarbeitung zu Schmuck zurück und sank 1956 auf nur 6,25 Prozent des Gesamtverbrauchs. Dagegen nahm die Verwendung in der Elektrik (1925 = 10,5 Prozent, 1956 = 76,25 Prozent des Gesamtverbrauchs) erheblich zu. Seine Verwendung in der Zahnheilkunde, die 1934 auf 63,5 Prozent gestiegen war, konnte Palladium in den 1950er und 1960er Jahren nur mengenmäßig halten. In der chemischen Industrie hat Palladium wegen seiner geringeren Säurefestigkeit das Platin zunächst nicht zu ersetzen vermocht. Erst nach dem Zweiten Weltkrieg stieg die Verwendung an.
In den 1970er Jahren herrschte in den Industrieländern Stagflation mit starker Inflation, schwacher Wirtschaftsentwicklung, niedriger Produktivität und hoher Arbeitslosigkeit. Dieser Zeitabschnitt war gekennzeichnet durch eine große Verunsicherung der Finanzwelt, Ölkrise, einen starken Anstieg der US-Staatsverschuldung, eine massive Ausweitung der Geldmenge und einer Flucht der Kapitalanleger in Sachwerte. Der Palladiumpreis wuchs zwischen 1970 und 1980 um das Neunfache. Er stieg am 6. März 1980 an der New York Mercantile Exchange (NYMEX) auf einen Höchststand von 332,00 US-Dollar pro Feinunze.
Zwei Jahre später, am 21. Juni 1982, mussten für den Palladium-Future noch 48,50 US-Dollar gezahlt werden. Bis 1996 war der Preis starken Schwankungen unterworfen.

### 21. Jahrhundert

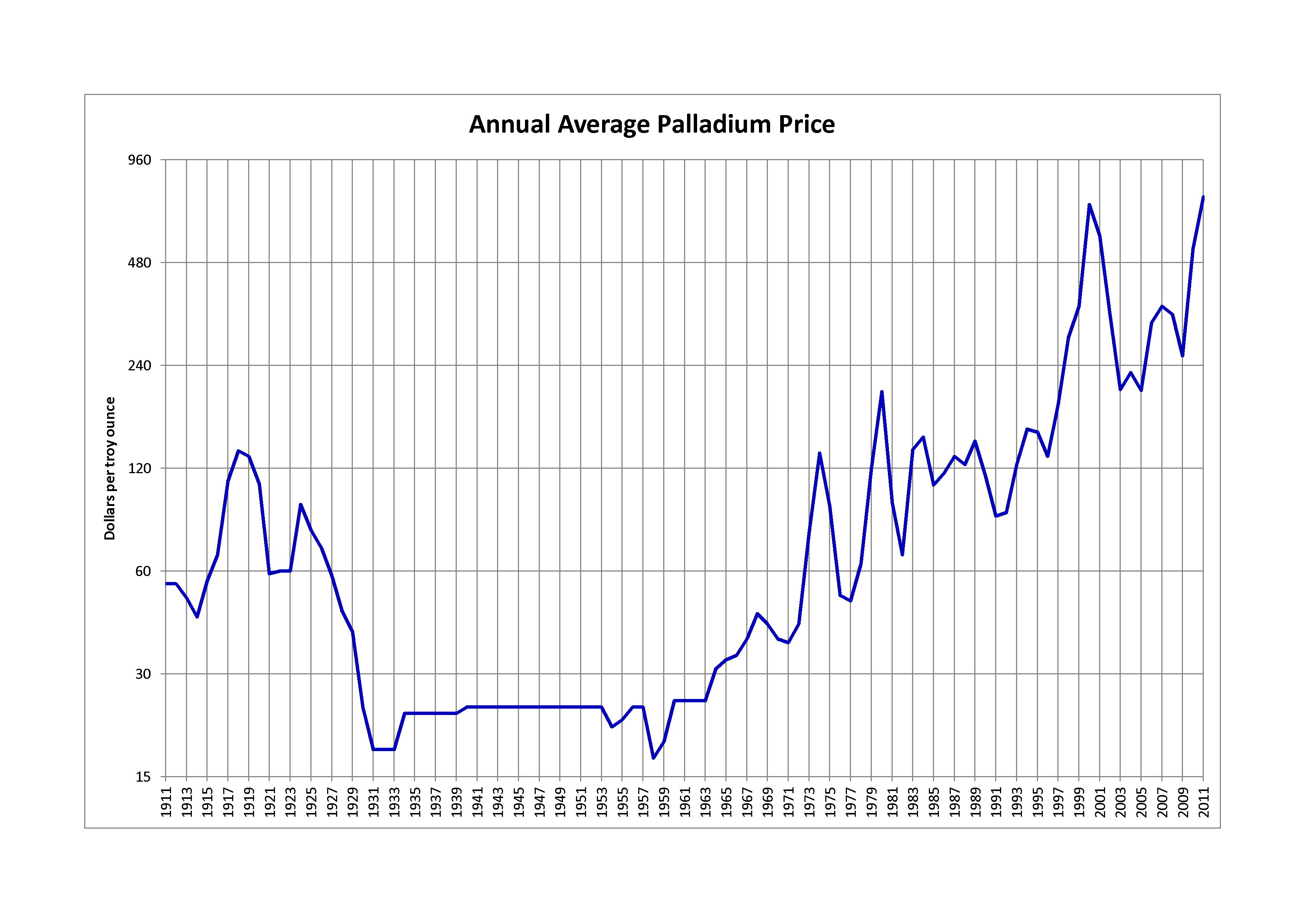
Palladiumpreis in US-Dollar pro Feinunze 1911–2011

Ende des 20. und Anfang des 21. Jahrhunderts lag die ursprüngliche Phantasie des Edelmetalls in der Verwendung als Fahrzeugkatalysator bei der Abgasreinigung. Das führte zu einer massiven Steigerung der Nachfrage nach Palladium und der Bildung einer Spekulationsblase. In dieser Phase hatten Anleger die Befürchtung, es könnte zu Versorgungsengpässen kommen. Palladium wurde von einigen Produzenten noch zusätzlich künstlich verknappt, was Panikkäufe auslöste. Am 26. Januar 2001 markierte der Palladiumpreis mit 1090,00 US-Dollar ein Jahrzehntehoch. Da der Platinpreis am gleichen Tag bei 616,00 US-Dollar pro Feinunze notierte, betrug der Palladiumpreis somit das 1,8fache des Platinpreises.
Durch den hohen Preis wurde das Palladium bei der Verwendung in der Automobilindustrie immer mehr durch andere Komponenten – zum Beispiel durch Platin – ersetzt. Zu dieser Zeit verkauften die meisten Investoren ihre Palladiumvorräte, was den anschließenden Preisverfall noch begünstigte. Von 2001 an sank der Preis für das Edelmetall immer weiter. Am 17. April 2003 notierte der Kurs in New York bei 145,00 US-Dollar und damit um 86,7 Prozent tiefer. Der Platinpreis lag mit 1588,05 US-Dollar im Handelsverlauf um das Elffache höher.
Mit der allgemeinen Rohstoffhausse stieg der Palladiumpreis wieder kontinuierlich und erreichte am 4. März 2008 einen Höchststand von 595,10 US-Dollar pro Feinunze. Im Zuge der Finanzkrise ab 2007 fiel der Preis deutlich. Am 5. Dezember 2008 notierte der Kurs auf einem Tiefststand von 161,00 US-Dollar. Die Krise hatte sämtliche Anlageklassen abstürzen lassen. Danach blieb die Preisentwicklung volatil. Am 21. Februar 2011 wurde für den Palladium-Future ein Preis von 863,70 US-Dollar ermittelt. Acht Monate später, am 5. Oktober 2011, stand der Palladiumpreis bei 537,30 US-Dollar.
Seit dem Jahr 2013 steigt der Palladiumpreis mehr oder minder kontinuierlich an, während der Platinpreis seitdem tendenziell sinkt. Inzwischen ist eine Feinunze Palladium teurer als eine Feinunze Platin (Stand November 2018).
Im Dezember 2018 überstieg der Palladiumpreis erstmals seit 2002 wieder den Goldpreis.
Im Dezember 2019 wurde Palladium erstmals für über 2.000 US-Dollar pro Feinunze gehandelt. Am 17. Januar 2020 überschritt der Preis für eine Feinunze erstmals die Marke von 2.500 US-Dollar, was auf Angebotsknappheit zurückgeführt wurde.
Im Rahmen des russischen Überfalls auf die Ukraine gab es Bedenken, dass der größte Produzent Russland vom Weltmarkt abgeschnitten wird. Daraufhin stieg der Palladiumpreis kurzfristig auf 3.339 US-Dollar. Mit Fortschritt der Friedensverhandlungen kam es zu einer Preiskorrektur und der Preis pendelte sich wieder auf ca. 2.400 US-Dollar ein.
Anfang Oktober 2022 notierte Palladium zuletzt über 2300 US-Dollar, daraufhin begann ein langer Abwärtstrend in deren Folge der Palladiumpreis Anfang November 2023 erstmalig seit September 2018 wieder unter 1000 US-Dollar fiel.

## Palladiummarkt

### Marktmechanismen

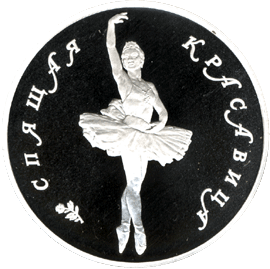
Russische Palladiummünze

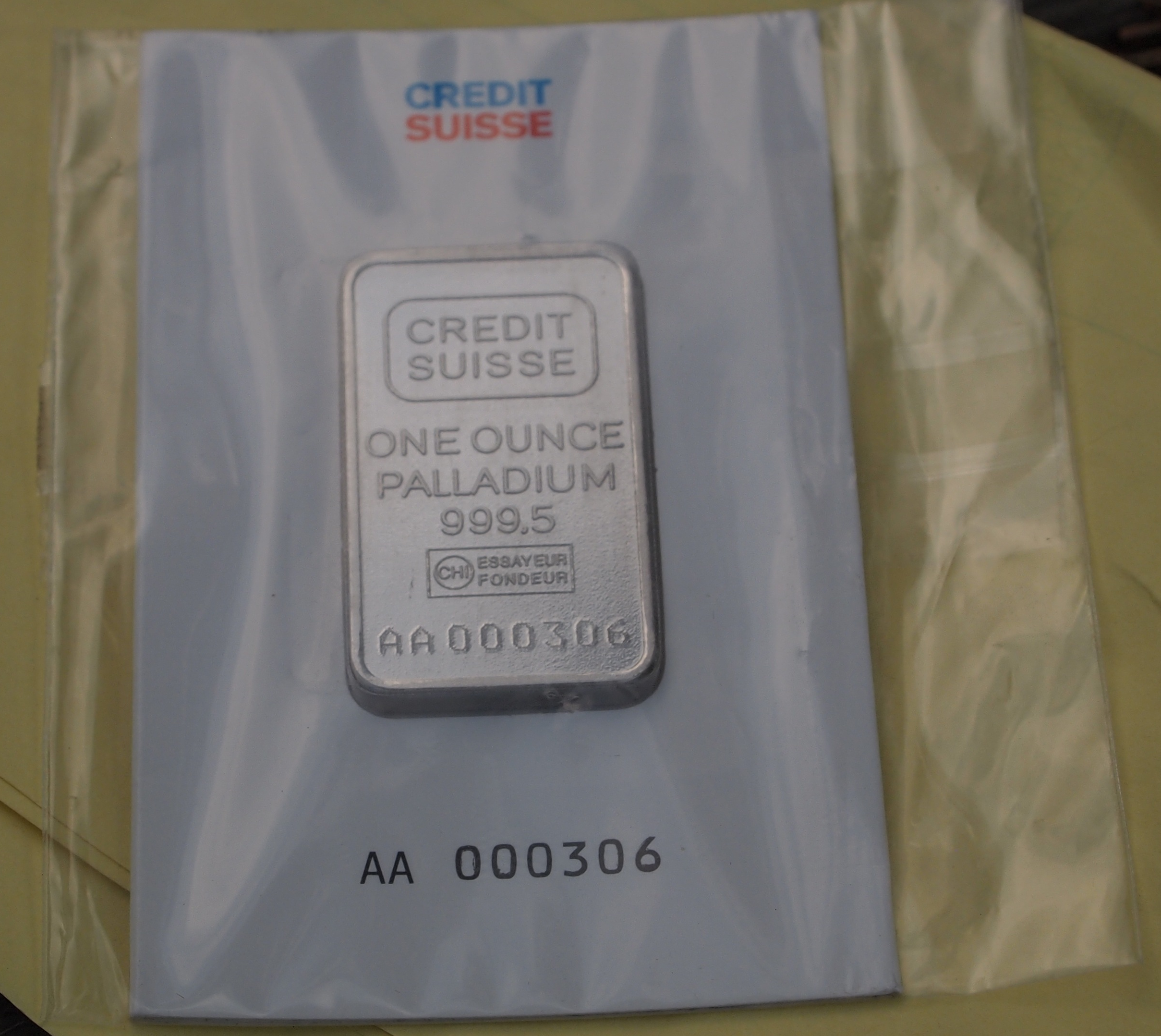
Feinunze Palladium

Palladiumnachfrage und Palladiumangebot ändern sich häufig. Deshalb ist der Palladiumpreis sehr volatil. Das heißt, er schwankt auch innerhalb kurzer Zeiträume beträchtlich. Der Palladiumpreis wird in US-Dollar notiert und ist zum Dollarpreis negativ korreliert. Fällt also der Dollarkurs, steigt in der Regel der Palladiumkurs.
Ein deutlicher Nachteil von Palladium (im Vergleich zu den etablierten Edelmetallen wie Gold, Silber oder Platin) ist die geringere Liquidität des Marktes, da für Anlagemünzen aus Palladium sowohl weniger Angebot als auch weniger Nachfrage besteht. Auch das Angebot an Zertifikaten auf Palladium ist wesentlich geringer als das für die etablierteren Edelmetalle. Dies führt auch meist zu höheren Handelsspannen an den Rohstoffbörsen und bei Münzhändlern, was sich für Investoren nachteilig darstellen kann. Mögliche Vorteile für langfristig orientierte Investoren sind die weniger starke Beeinflussung des Preises durch Trader und Spekulanten.
Palladium wird nur an wenigen Börsen kontinuierlich gehandelt. Der Palladiummarkt ist, in US-Dollar bewertet, wesentlich kleiner als andere Edelmetallmärkte. Fließt viel internationales Anlagekapital in einen so kleinen Markt, kommt es schnell zu großen Preissprüngen.

### Handelsplätze
Für den standardisierten Palladiumhandel an Rohstoffbörsen wurde „XPD“ als eigenes Währungskürzel nach ISO 4217 vergeben. Es bezeichnet den Preis einer Feinunze Palladium in US-Dollar. XPD ist die von der Internationalen Organisation für Normung publizierte Währungs-Abkürzung, die im internationalen Zahlungsverkehr zur eindeutigen Identifizierung benutzt werden soll. Das „X“ signalisiert, dass es sich dabei um keine von einem Staat oder Staatenbund herausgegebene Währung handelt.
Die Internationale Wertpapierkennnummer für den Börsenhandel (ISIN) ist XC0009665529. Das Bloomberg-Tickersymbol für den Spotmarktpreis von Palladium lautet PALL <CMDTY>.
In erster Linie werden Futures auf Palladium an der Tokyo Commodity Exchange (TOCOM), aber auch an der New York Mercantile Exchange (NYMEX) gehandelt. Bis 2000 war die TOCOM die bedeutendste Börse für den Palladiumterminhandel. In diesem Jahr wurden dem Handel mit Terminkontrakten einschneidende Beschränkungen auferlegt. Seither verteilt sich der Börsenumsatz gleichmäßig auf die Tokioter und New Yorker Rohstoffbörse.
Für den physischen Markt (Palladium in Barrenform), der außerbörslicher Handel (englisch: Over-The-Counter, OTC) genannt wird, ist der London Platinum and Palladium Market (LPPM) die wichtigste Handelsplattform weltweit. Zum Handel sind nur Barren von Affinerien und Münzprägeanstalten zugelassen, die bestimmte Qualitätsanforderungen erfüllen. Das internationale Gütesiegel „good-delivery“ (deutsch: „in guter Auslieferung“) garantiert die aufgeprägten oder eingestanzten Merkmale wie Feinheit und Gewicht. Palladiumbarren mit Good-Delivery-Status werden weltweit akzeptiert und gehandelt.
Ein weiterer Marktplatz für den physischen Handel von Palladium ist Zürich.
Am Spotmarkt werden Preise für die sofortige physische Lieferung gehandelt, während an den Future- und Optionsmärkten Preise für Lieferungen in der Zukunft festgesetzt werden. Der Spotpreis und der Preis des Futures verlaufen in der Regel parallel.

### Palladiumfixing
London war historisch für dieses Metall ein wichtiges Zentrum. Der Handel wurde Anfang des 20. Jahrhunderts eingeführt, neben den schon länger etablierten Barrenmetallen. 1973 führten einige Metallhändler die „London Platinum and Palladium Quotation“ ein, der Vorläufer der Fixings. Dabei wurde zweimal täglich eine Indikation für den Platin- und Palladiumpreis am Spotmarkt gestellt. 1979 trafen führende Händler aus London und Zürich eine Vereinbarung, um die Herkunft und Spezifikationen für die Edelmetalle zu standardisieren, die sie als „Good Delivery“-Lieferung akzeptieren würden. 1987 erfolgte die Gründung des London Platinum and Palladium Market (LPPM). 1989 wurden die Quotierungen von Platin und Palladium ausgeweitet und zu vollwertigen Fixings ausgebaut. Seitdem wird das Platin- und Palladiumfixing zweimal täglich telefonisch mit dem Ziel durchgeführt, möglichst viele Transaktionen zu einem Fixpreis abzuwickeln.
- Vormittag: Montag bis Freitag 9:45 Uhr UTC (10:45 Uhr MEZ)
- Nachmittag: Montag bis Freitag 14:00 Uhr UTC (15:00 Uhr MEZ).

Die Sitzung findet an jedem Arbeitstag unter Vorsitz der Standard Bank statt. Zu dieser Veranstaltung treffen sich jeweils ein Vertreter der
- Standard Bank PLC
- Engelhard Metals
- Goldman Sachs International
- HSBC Bank USA NA London Branch und
- Johnson Matthey

die alle Mitglieder am London Platinum and Palladium Market (LPPM) sind.

### Palladiumanlage

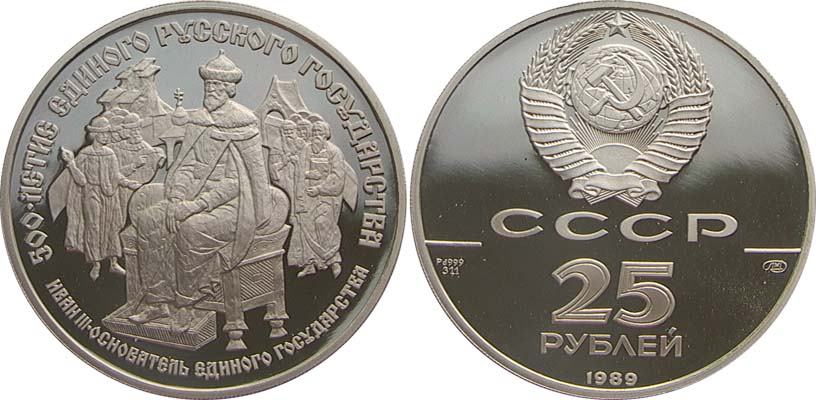
Sowjetische Palladiummünzen

Eine Investition in Palladium kann durch den physischen Kauf und den Wertpapierhandel erfolgen. Der Erwerb von Palladiumbarren und Anlagemünzen ist bei Banken, Edelmetall- und Münzhändlern möglich. Bei der Lagerung in einem Schließfach der Bank fallen Miet- und Versicherungskosten an. Im Umfang mancher Hausratversicherungen sind jedoch in (Bank-)schließfächern gelagerte Wertgegenstände bis zu bestimmten Höchstsummen eingeschlossen. Der Kauf von Barren und Münzen aus Palladium unterliegt der Umsatzsteuer.
Anleger können direkt über die Börse oder den Broker in Zertifikate, Fonds oder Exchange-traded funds (ETFs) investieren. Hierbei fällt die physische Lieferung weg. Zertifikate sind von der Solvenz des Emittenten abhängig und beeinflussen die Nachfragesituation an den Rohstoffbörsen indirekt über die Sicherungsgeschäfte der Banken (Zertifikat → Future → Spot).
Bekannte Anlagemünzen sind beispielsweise der Palladium Maple Leaf und der Panda. Sierra Leone prägte 1966 die ersten Palladiummünzen. Tonga begann 1967 mit der Herausgabe der Palladiummünze Tonga Palladium Hau. Seitdem prägten eine Reihe von Ländern Palladiummünzen: Australien, Bermuda, China, Cookinseln, Frankreich, Isle of Man, Kanada, Palau, Portugal, Russland, Samoa, Schweiz, Slowakei, Sowjetunion und U.S. Poarch Creek Nation. Die meisten von ihnen waren spezielle Gedenkmünzen. Auf dem deutschen Markt sind die sowjetischen Palladiummünzen am verbreitetsten, da diese zu Beginn der 1990er-Jahre in größerem Umfang von Versandhändlern wie MDM verkauft wurden. Gleichwohl ist der Markt für Palladiummünzen mit Abstand der kleinste unter den vier bedeutenden Edelmetallen.

## Platin-Palladium-Preisverhältnis
Die Platin-Palladium-Ratio gibt an, wie viele Einheiten Palladium benötigt werden, um eine Einheit Platin zu kaufen. Es zeigt das Wertverhältnis zwischen den beiden Edelmetallen. Da beide Metalle in ähnlicher Weise Verwendung finden, ist ein Vergleich sinnvoll. Ein tiefer Ratio-Wert zeigt eine Unterbewertung von Platin gegenüber Palladium an, ein hoher Wert dagegen eine Überbewertung von Platin gegenüber Palladium. In Krisenzeiten bricht der Palladiumpreis mit seiner höheren Abhängigkeit von der industriellen Verwendung oft deutlich stärker ein als der Platinpreis. In der Finanzgeschichte war bis 1919 Palladium das wertvollere Metall, seit 1920 lag dagegen der Preis für Platin meistens über dem Palladiumpreis.
Nachfolgend sind die jährlichen Höchst-, Tiefst- und Schlussstände von Palladium in US-Dollar pro Feinunze angegeben. Die Daten beziehen sich bis 1976 auf die Preise am Spotmarkt in New York, danach auf die Preise für die Palladium-Futures, deren Handel am 3. Januar 1977 an der New York Mercantile Exchange (NYMEX) begann. Die Tabelle zeigt auch die jährlichen Schlussstände von Platin sowie die Platin-Palladium-Ratio im gleichen Zeitraum. Die Tabelle zeigt auch die Performance beider Edelmetalle.

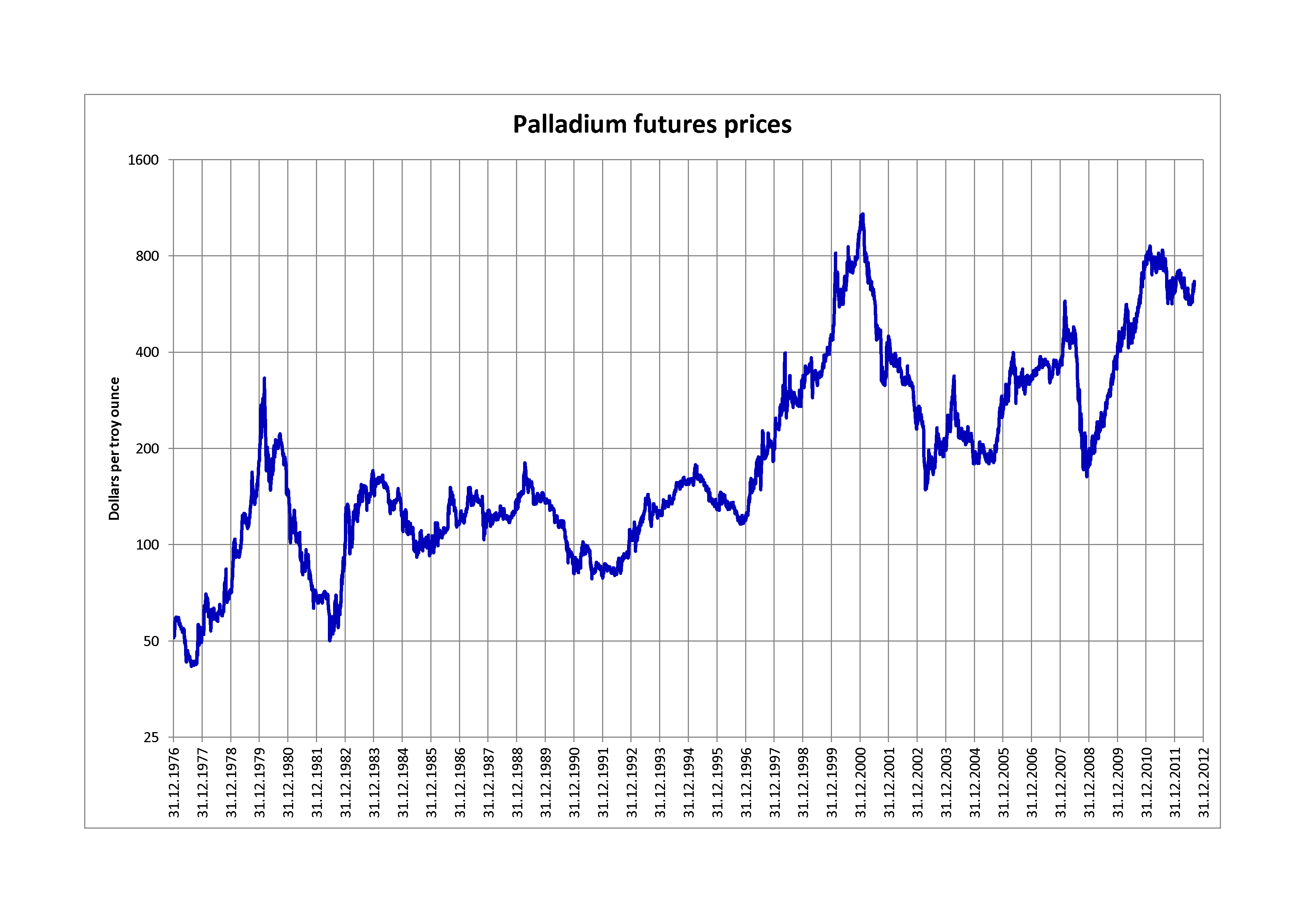
Palladiumpreis in US-Dollar pro Feinunze 1977–2012

| Jahr | Höchststand Palladium | Tiefststand Palladium | Schlussstand Palladium | Veränderung in % | Schlussstand Platin | Veränderung in % | Platin-Palladium- Verhältnis |
| ---- | --------------------- | --------------------- | ---------------------- | ---------------- | ------------------- | ---------------- | ---------------------------- |
| 1968 | 42,00                 | 37,00                 | 42,00                  | 10,53            | 247,70              | 106,42           | 5,90                         |
| 1969 | 43,00                 | 37,00                 | 37,00                  | −11,90           | 161,00              | −35,00           | 4,35                         |
| 1970 | 37,00                 | 36,00                 | 36,00                  | −2,70            | 124,10              | −22,92           | 3,45                         |
| 1971 | 37,00                 | 36,00                 | 37,00                  | 2,78             | 110,20              | −11,20           | 2,98                         |
| 1972 | 60,00                 | 37,00                 | 60,00                  | 62,16            | 144,50              | 31,13            | 2,41                         |
| 1973 | 84,00                 | 60,00                 | 84,00                  | 40,00            | 165,00              | 14,19            | 1,96                         |
| 1974 | 143,80                | 84,00                 | 132,50                 | 57,74            | 165,00              | 0,00             | 1,25                         |
| 1975 | 124,32                | 44,00                 | 44,00                  | −66,79           | 149,40              | −9,45            | 3,40                         |
| 1976 | 55,00                 | 40,00                 | 55,00                  | 25,00            | 152,00              | 1,74             | 2,76                         |
| 1977 | 59,80                 | 41,50                 | 52,50                  | −4,55            | 189,20              | 24,47            | 3,60                         |
| 1978 | 84,30                 | 52,40                 | 72,50                  | 38,10            | 354,60              | 87,42            | 4,89                         |
| 1979 | 190,00                | 70,10                 | 182,50                 | 151,72           | 692,60              | 95,32            | 3,80                         |
| 1980 | 332,00                | 141,50                | 142,25                 | −22,05           | 606,00              | −12,50           | 4,26                         |
| 1981 | 149,00                | 63,00                 | 69,30                  | −51,28           | 384,10              | −36,62           | 5,54                         |
| 1982 | 102,00                | 48,50                 | 97,50                  | 40,69            | 392,60              | 2,21             | 4,03                         |
| 1983 | 174,00                | 93,00                 | 157,45                 | 61,49            | 399,50              | 1,76             | 2,54                         |
| 1984 | 166,75                | 120,00                | 121,50                 | −22,83           | 293,00              | −26,66           | 2,41                         |
| 1985 | 129,75                | 90,00                 | 95,40                  | −21,48           | 346,20              | 18,16            | 3,63                         |
| 1986 | 152,50                | 94,00                 | 118,30                 | 24,00            | 476,20              | 37,55            | 4,03                         |
| 1987 | 160,00                | 103,65                | 123,60                 | 4,48             | 507,60              | 6,59             | 4,11                         |
| 1988 | 145,25                | 113,00                | 129,00                 | 4,37             | 515,60              | 1,58             | 4,00                         |
| 1989 | 184,00                | 129,25                | 135,50                 | 5,04             | 496,30              | −3,74            | 3,66                         |
| 1990 | 139,90                | 80,55                 | 81,25                  | −40,04           | 414,00              | −16,58           | 5,10                         |
| 1991 | 102,50                | 77,50                 | 80,65                  | −0,74            | 339,20              | −18,07           | 4,21                         |
| 1992 | 113,00                | 77,80                 | 104,45                 | 29,51            | 352,60              | 3,95             | 3,38                         |
| 1993 | 144,50                | 95,50                 | 124,35                 | 19,05            | 397,50              | 12,73            | 3,20                         |
| 1994 | 164,00                | 122,50                | 160,25                 | 28,87            | 421,20              | 5,96             | 2,63                         |
| 1995 | 182,90                | 128,80                | 129,65                 | −19,10           | 401,90              | −4,58            | 3,10                         |
| 1996 | 147,50                | 116,00                | 124,05                 | −4,32            | 374,60              | −6,79            | 3,02                         |
| 1997 | 227,60                | 120,25                | 203,15                 | 63,76            | 368,80              | −1,55            | 1,82                         |
| 1998 | 419,00                | 200,00                | 332,15                 | 63,50            | 367,20              | −0,43            | 1,11                         |
| 1999 | 455,00                | 280,00                | 449,20                 | 35,24            | 422,20              | 14,98            | 0,94                         |
| 2000 | 975,00                | 431,50                | 954,45                 | 112,48           | 608,10              | 44,03            | 0,64                         |
| 2001 | 1090,00               | 310,00                | 448,00                 | −53,06           | 485,00              | −20,24           | 1,08                         |
| 2002 | 447,00                | 224,00                | 238,00                 | −46,88           | 594,40              | 22,56            | 2,50                         |
| 2003 | 274,00                | 145,00                | 197,50                 | −17,02           | 805,30              | 35,48            | 4,08                         |
| 2004 | 344,70                | 170,60                | 185,25                 | −6,20            | 859,70              | 6,76             | 4,64                         |
| 2005 | 305,00                | 170,20                | 261,50                 | 41,16            | 976,00              | 13,53            | 3,73                         |
| 2006 | 409,00                | 262,00                | 338,95                 | 29,62            | 1142,00             | 17,01            | 3,37                         |
| 2007 | 389,50                | 315,20                | 375,15                 | 10,68            | 1517,50             | 32,89            | 4,05                         |
| 2008 | 595,10                | 161,00                | 190,50                 | −49,22           | 945,00              | −37,73           | 4,96                         |
| 2009 | 407,90                | 176,15                | 406,90                 | 113,60           | 1470,80             | 55,64            | 3,61                         |
| 2010 | 803,50                | 380,40                | 803,50                 | 97,47            | 1773,10             | 20,55            | 2,21                         |
| 2011 | 863,70                | 537,30                | 656,30                 | −18,32           | 1403,25             | −20,86           | 2,14                         |
| 2012 | 727,40                | 556,40                | 704,60                 | 7,36             | 1543,00             | 9,96             | 2,19                         |
| 2013 | 788,00                | 630,30                | 716,00                 | 1,62             | 1371,00             | −11,15           | 1,91                         |
| 2014 | 913,00                | 695,90                | 797,60                 | 11,40            | 1209,15             | −11,81           | 1,52                         |
| 2015 | 833,00                | 520,90                | 563,10                 | −29,40           | 892,50              | −26,19           | 1,58                         |
| 2016 | 775,92                | 451,80                | 680,23                 | 20,80            | 905,65              | 1,47             | 1,33                         |
| 2017 | 1064,50               | 680,30                | 1061,00                | 55,98            | 938,30              | 3,61             | 0,88                         |
| 2018 | 1210,20               | 815,20                | 1197,20                | 12,84            | 800,60              | −14,68           | 0,67                         |
| 2019 | 1974,60               | 1190,10               | 1909,30                | 59,48            | 977,80              | 22,13            | 0,51                         |
| 2020 | 2789,80               | 1355,10               | 2453,80                | 28,52            | 1079,20             | 9,39             |                              |
| 2021 | 3019,00               | 1531,00               | 1912,10                | −28,33           | 966,20              | −10,47           |                              |
| 2022 | 3425,00               | 1640,50               | 1798,00                | −6,35            | 906,20              | −6,21            |                              |
| 2023 | 1838,00               | 926,50                | 1109,30                | −38,30           | 1009,20             | 11,37            |                              |